# 朝鮮民主統一救国戦線
朝鮮民主統一救国戦線（ちょうせんみんしゅとういつきゅうこくせんせん、조선민주통일구국전선）は、朝鮮民主主義人民共和国（北朝鮮）から亡命した元高官らが結成した、北朝鮮の民主化を要求する政治組織。略称は救国戦線（구국전선）、朝統戦（조통전）。

## 概要
1992年1月28日・29日の2日間にわたってロシアのモスクワで創立大会を行い、宣言文を採択した。冷戦終結によりルーマニア革命などの政変が東ヨーロッパで続発する中、北朝鮮における政変も近いとみて結成したものであった。創立宣言文では、「金父子世襲独裁の清算」「北朝鮮の開放、改革」を掲げ、金日成・金正日父子に退陣を勧告している。
創立に参加したのは、ソ連派・延安派・南労党派など、1948年9月の朝鮮民主主義人民共和国建国に参加しながらも、その後の政争に敗れて国外に亡命した政府・軍の高官らであった。1957年に中国に亡命し、その後日本で出版社（成甲書房）を経営していた朴甲東が常任議長に選出された。創立大会の参加者以外に、作家・詩人の許真、音楽家の鄭枢などが加わり、鄭枢は『救国戦線歌』を作った。しかし、情勢の変わらない間に参加者は高齢となり、物故者も相次いだため、2010年時点で活動しているのは常任議長の朴甲東、共同議長の鄭枢などわずかしかいないという。2013年には、元韓国空軍創設者の一人李永茂の息子（実名非公開）が救国戦線の責任者になった。

## 創立時の参加者

### 旧ソ連
- 李相朝（議長、元人民軍副総参謀長、駐ソ連大使）
- 姜相昊（元内務省副相）
- 兪成哲（元人民軍副総参謀長兼作戦局長）
- 鄭尚進（元文化宣伝省副相）
- 朴秉律（元江東政治学院長）
- 金燦（元人民軍第2軍団軍事委員）
- 張学鳳（元人民軍航空司令部軍事委員、金策軍官学校校長）
- 南鳳植（元中央放送委員会委員長）
- 沈寿哲（元民族保衛省幹部局副局長）
- 宋元植（元平壌特別市党副委員長）
- 兪成傑（元航空軍官学校校長）
- 李黄龍（元民族保衛省兵器総局長）
- 金東樹（元平壌特別市内務部長）

### 中国
- 徐輝（議長、元平壌特別市党委員長、朝鮮職業総同盟委員長）
- 金剛（元文化宣伝省副相）
- 洪淳寛（元金日成秘書室長）
- 盧民（元民主青年同盟中央副委員長、平壌特別市党副委員長）

### 日本
- 朴甲東（常任議長、元南朝鮮労働党地下党総責、文化宣伝省ヨーロッパ部長）
- 許東粲（元朝鮮大学教授）

### 米国
- 朱栄福（元人民軍第2軍団工兵副部長）